# 592 (szám)
Az 592 (római számmal: DXCII) egy természetes szám.

## A szám a matematikában
A tízes számrendszerbeli 592-es a kettes számrendszerben 1001010000, a nyolcas számrendszerben 1120, a tizenhatos számrendszerben 250 alakban írható fel.
Az 592 páros szám, összetett szám, kanonikus alakban a 24 · 371 szorzattal, normálalakban az 5,92 · 102 szorzattal írható fel. Tíz osztója van a természetes számok halmazán, ezek növekvő sorrendben: 1, 2, 4, 8, 16, 37, 74, 148, 296 és 592.
Az 592 négyzete 350 464, köbe 207 474 688, négyzetgyöke 24,33105, köbgyöke 8,39667, reciproka 0,0016892. Az 592 egység sugarú kör kerülete 3719,64570 egység, területe 1 101 015,128 területegység; az 592 egység sugarú gömb térfogata 869 067 940,8 térfogategység.